# 峻豐
峻豐（960年—963年）是朝鲜半岛高麗王朝國王光宗王昭之年號。

## 出處
- 《居頓寺勝妙塔碑》：峻豐二年漸次抵國清寺
- 《龍頭寺幢竿記》：維峻豐三年太歲壬戌二月二十九日鑄成
- 《西院鐘記》：峻豐四年癸亥九月十八日古彌縣西院鑄鐘記

## 紀年、干支、西曆對照表
| 峻豐 | 元年  | 二年  | 三年  | 四年  |
| ---- | ----- | ----- | ----- | ----- |
| 公元 | 960年 | 961年 | 962年 | 963年 |
| 干支 | 庚申  | 辛酉  | 壬戌  | 癸亥  |

## 避諱論難
一說高麗光宗的峻豐年號，其實就是宋朝的建隆年號，只是使用避諱代字。但峻豐不是建隆的避諱。当代建避太祖王建的建改为立。